# Kemour
Kemour, le « Grand noir », est une divinité taureau de la mythologie égyptienne lié à la fertilité et souvent assimilé à une manifestation du dieu Osiris. Dieu tutélaire du Xe nome de Basse-Égypte, dont il est le symbole, son centre de culte se trouve à Athribis (qu'il partage avec le dieu crocodile Khentykhety).
La couleur noire de sa robe, symbole de fertilité et de renaissance pour les Égyptiens de l'Antiquité, confirme ses fonctions à la fois de fertilisation de la végétation liée au dieu-fleuve et à ses inondations et d'autre part ses fonctions funéraires liées à la renaissance à l'instar d'Osiris.